# Arbën Xhaferi
Arbën Xhaferi (mazedonisch Арбен Џафери Arben Džaferi; * 24. Januar 1948 in Tetovo; † 15. August 2012 in Skopje) war ein mazedonischer Politiker albanischer Ethnie, der bis zu seinem Tod 18 Jahre lang Abgeordneter des Parlaments der Republik Mazedonien sowie zwischen 1997 und 2007 Vorsitzender der Albanischen Demokratischen Partei (PDSH) war.

## Leben
Xhaferi, der ein Studium der Philosophie an der Universität Belgrad absolvierte, war ursprünglich als Journalist tätig und arbeitete für den Radio- und Fernsehsender im Kosovo, wo er bis 1990 Chefredakteur des Kulturprogramms in Priština war. 1994 wurde er erstmals als Kandidat der Partei für Demokratische Prosperität (PPD) zum Abgeordneten des Parlaments der Republik Mazedonien gewählt und gehörte diesem bis zu seinem Tod an.
Nachdem er zwischen 1995 und 1997 Vorsitzender der PPD war, gehörte er im Juni 1997 zu den Gründern der aus einer Fusion der PPD und der Demokratischen Volkspartei (Partia Popullore Demokratike) hervorgegangenen Albanischen Demokratischen Partei und wurde zu deren ersten Vorsitzenden gewählt. In dieser Funktion war er nach den Unruhen zwischen der mazedonischen Bevölkerungsmehrheit und der albanischen Minderheit einer der Unterzeichner des Rahmenabkommens von Ohrid, das am 13. August 2001 zwischen den beiden größten (slawisch-)mazedonischen und den beiden großen albanischen Parteien Mazedoniens geschlossen wurde und eine angemessene Repräsentation der albanischen Minderheit in Politik und Verwaltung sichern soll. Bei der Unterzeichnung des Abkommens hielt er seine Rede in albanischer Sprache, um die durch das Abkommen vereinbarten Rechte zu unterstreichen.
Im Juni 2007 trat Xhaferi wegen einer bei ihm diagnostizierten Parkinson-Krankheit von seinem Amt als Vorsitzender der PDSH zurück und übergab dieses Amt an den bisherigen stellvertretenden Parteivorsitzenden Menduh Thaçi. Anfang August 2012 erlitt er einen Schlaganfall und verstarb eine Woche danach an dessen Folgen. Xhaferi wurde in seiner Geburtsstadt Tetovo begraben, wo ihm nach der Beerdigungszeremonie im Kulturpalast Hunderte von Menschen gedachten.
Xhaferi hinterließ seine Ehefrau, Violeta Xhaferi, und seine zwei Kinder, Vlora und Ilir.